# لیندسی برنز
لیندسی برنز (انگلیسی: Lindsay Burns؛ زادهٔ january ۶, ۱۹۶۵ (۶۰ سال)) ورزشکار روئینگ اهل ایالات متحده آمریکا است.
وی در مسابقات کشوری و بین‌المللی در مجموع برندهٔ ۱ مدال طلا، ۳ مدال نقره، ۱ مدال برنز شده‌است.